# 廖寿丰
廖寿丰（1835年—1901年），字谷似，江苏嘉定人。同治十年（1871年）中进士，授翰林院庶吉士，充国史馆编修。光绪十三年（1887年），任浙江按察使，后升为河南布政使。光绪十九年（1893年），升任浙江巡抚，任内与杭州知府林启一同创立求是书院。光绪二十五年（1899年），戊戌变法失败后，辞职还乡。光绪二十七年（1901年），病逝于嘉定。